# Aeropuerto Internacional de Laoag
El Aeropuerto Internacional de Ferdinand E. Marcos (en tagalo: Paliparang Pandaigdig ng Ferdinand E. Marcos; en ilocano: Sangalubong a Pagtayaban ti Ferdinand E. Marcos)  (IATA: LAO, ICAO: RPLI) es el aeropuerto principal que sirve el área general de Laoag, la ciudad capital de la provincia de Ilocos Norte en Filipinas. Es el único aeropuerto en Ilocos Norte y es el aeropuerto internacional más al norte de las Filipinas por ubicación geográfica. El aeropuerto es un destino popular para los turistas chárter procedentes de China.
Cuenta con una pista de aterrizaje de 2.420 metros  y se designa como un aeropuerto internacional / alternativo secundario por la Oficina de Transporte Aéreo, un organismo del Departamento de Transportes y Comunicaciones que se encarga de las operaciones, no sólo de este aeropuerto, sino también de todos otros aeropuertos en Filipinas , excepto los principales aeropuertos internacionales.